# Rhynchaeites messelensis
Rhynchaeites messelensis — викопний вид пеліканоподібних птахів родини ібісових (Threskiornithidae), що існував у середньому еоцені в Європі. Викопні рештки птаха знайдені в Мессельському кар'єрі в Німеччині. Також є припущення, що рештки птаха з раннього еоцену Данії, що описані як Mopsitta tanta, можуть належати Rhynchaeites.